# Christin Senkel
Christin Senkel (Ilmenau, RDA, 31 de octubre de 1987) es una deportista alemana que compitió en bobsleigh en la modalidad doble.
Ganó dos medallas en el Campeonato Europeo de Bobsleigh, plata en 2011 y bronce en 2010. Participó en dos Juegos Olímpicos de Invierno, ocupando el cuarto lugar en Vancouver 2010 y el séptimo en Sochi 2014, en la prueba doble.

## Palmarés internacional
| Campeonato Europeo | Campeonato Europeo    | Campeonato Europeo | Campeonato Europeo |
| Año                | Lugar                 | Medalla            | Prueba             |
| ------------------ | --------------------- | ------------------ | ------------------ |
| 2010               | Igls (Austria)        | Medalla de bronce  | Doble              |
| 2011               | Winterberg (Alemania) | Medalla de plata   | Doble              |